# Moo Deng

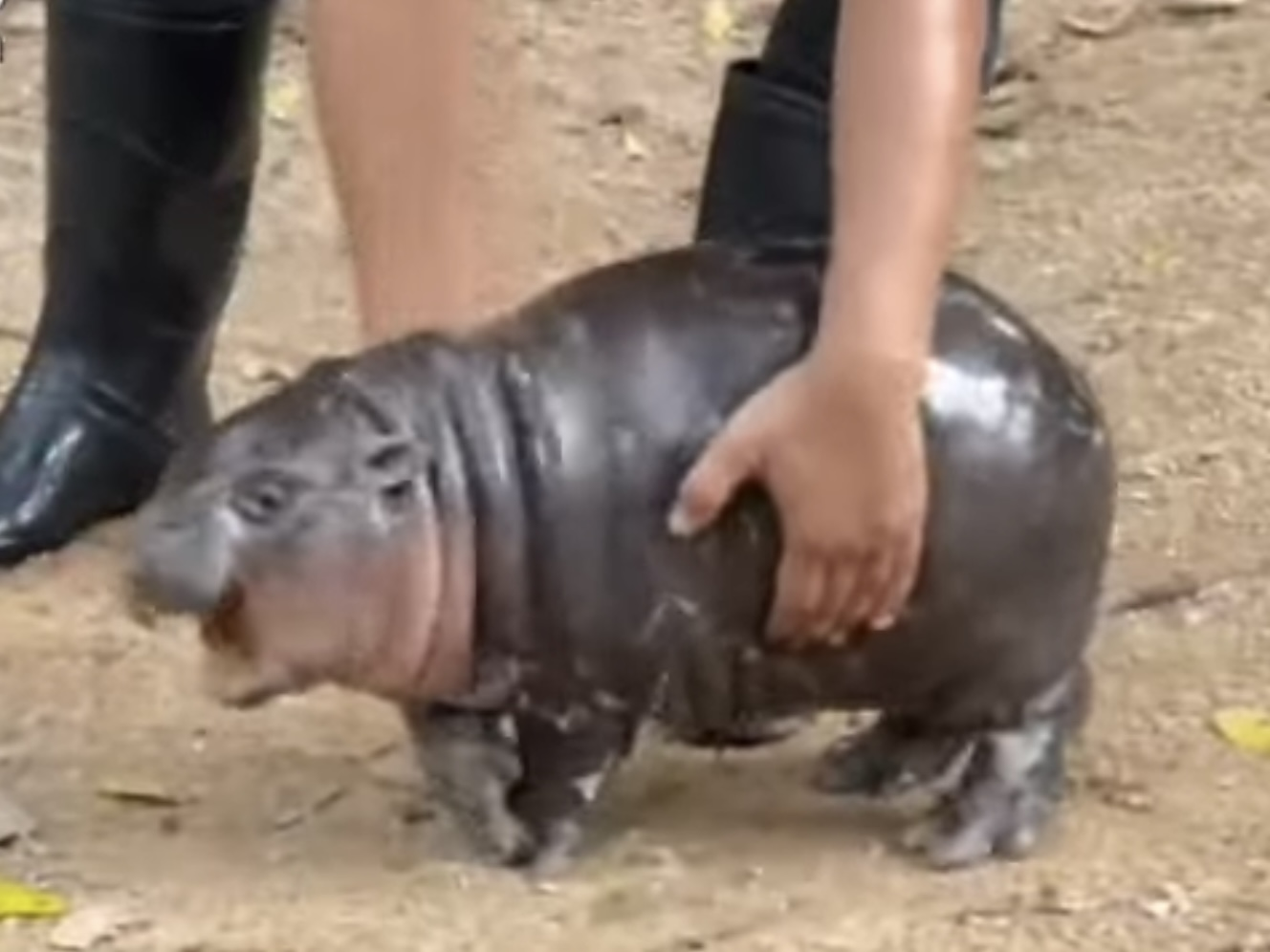
Moo Deng, settembre 2024

Moo Deng (nata il 10 luglio 2024) è un cucciolo di ippopotamo pigmeo che vive nello zoo di Chomburi a Si Racha, Chonburi, Thailandia. È diventata una celebrità e un famoso meme di internet all'età di due mesi, dopo che le sue immagini sono diventate virali online nel settembre del 2024.
Moo Deng è nata il 10 luglio 2024 da i genitori Tony e Jonah. Ha due fratelli (Nadet e Moo Tun) e quattro fratellastri (Ko, Kanya, Phalo e Moo Wan). Il nome Moo Deng è stato scelto tramite un sondaggio pubblico, a cui hanno votato oltre 20.000 persone. Il suo nome si traduce in italiano come 'maiale rimbalzante'.

## Popolarità online
Lo zoo di Chonburi ha pubblicato le immagini dei suoi ippopotami pigmei sulla sua pagina Facebook ufficiale e Moo Deng è diventata rapidamente la preferita tra i fan. Moo Deng è nota per essere più giocosa ed energica rispetto agli altri ippopotami, spesso ritratta correndo o ribellandosi giocosamente ai lavoratori dello zoo. In alcuni video, la si può anche vedere mentre finge di mangiare, anche se non ancora svezzata, solo per imitare sua madre e gli altri ippopotami. In risposta alla sua popolarità, lo zoo ha iniziato a vendere vestiti e altri prodotti con disegni basati su Moo Deng. Moo Deng è diventata il soggetto di molte opere di fan art.
Il 28 settembre, Moo Deng è stato oggetto di uno sketch comico del Saturday Night Live, un programma comico e di varietà statunitense. È stata parodiata da Bowen Yang sul segmento dello show Weekend Update, e il personaggio è stato utilizzato per satirizzare il commento della cantante statunitense Chappell Roan sulla fama e gli avalli politici.
Nel novembre 2024, lo zoo ha pubblicato un video che mostrava Moo Deng mentre sceglieva tra due piatti di frutta contenente un'anguria con i nomi di Donald Trump e Kamala Harris scolpiti sulla corteccia, in quella che lo zoo ha definito una previsione su chi avrebbe vinto le elezioni presidenziali degli Stati Uniti del 2024. Moo Deng scelse il piatto con il nome di Trump in una previsione che alla fine si avverò.
Nello stesso mese, il conglomerato GMM Grammy pubblicò una sigla ufficiale di Moo Deng composta da Mueanphet Ammara intitolata "Moodeng Moodeng!" in thailandese, inglese, cinese e giapponese.